# Francisco, Duque de Saxe-Coburgo-Saalfeld
Francisco de Saxe-Coburgo-Saalfeld (em alemão: Franz Friedrich Anton von Sachsen-Coburg-Saalfeld; Coburgo, 15 de julho de 1750 – Coburgo, 9 de dezembro de 1806), foi o Duque de Saxe-Coburgo-Saalfeld de 1800 até sua morte. É antepassado dos atuais monarcas do Reino Unido, Bélgica, Suécia, Dinamarca, Noruega, Espanha e Luxemburgo, bem como de vários consortes.